# Káoszelmélet
A káoszelmélet olyan egyszerű nemlineáris dinamikai rendszerekkel foglalkozik, amelyek viselkedése az őket meghatározó determinisztikus törvényszerűségek ellenére sem jelezhető hosszú időre előre. Az ilyen rendszerek érzékenyek a kezdőfeltételekre (lásd pillangóhatás). A sok összetevőből álló, bonyolult rendszerekről (például légkör, turbulens folyadékáramlás, lemeztektonika, gazdasági folyamatok stb.) régóta ismert, hogy bonyolult lehet a viselkedésük. A káoszelmélet nagy eredménye azonban annak kimutatása, hogy egyszerű, néhány állapotjelzővel leírható determinisztikus rendszerek is mutathatnak összetett, megjósolhatatlan viselkedést. Determinisztikus voltuk ellenére a kaotikus rendszerek állapotjelzői elsősorban statisztikus módszerekkel írhatóak le. 
A kaotikus viselkedést mutató rendszerek determinisztikusak, ellentétben a káosz szó hétköznapi jelentésével, ami totális rendetlenséget sugall. Valójában a káosz a viselkedés lokális instabilitásának és a globális keveredésnek az együttese. A viselkedés lokálisan instabil, ha egymáshoz közeli kezdőhelyzetből indítva a rendszert a különbségek gyorsan nőnek. Globális keveredésen azt értjük, hogy tipikus kezdőfeltételekkel indítva hosszú idő alatt az összes lehetséges állapothoz közel kerül a rendszer.
Klasszikusan a káoszelmélet a determinisztikus rendszereket tanulmányozza, de létezik a fizikának egy kvantumkáosz-elméletnek nevezett területe, amely a kvantummechanika törvényeit követő nemdeterminisztikus rendszerekkel foglalkozik.

## A kaotikus viselkedés jellemzése

### Diszkrét és folytonos dinamikai rendszerek

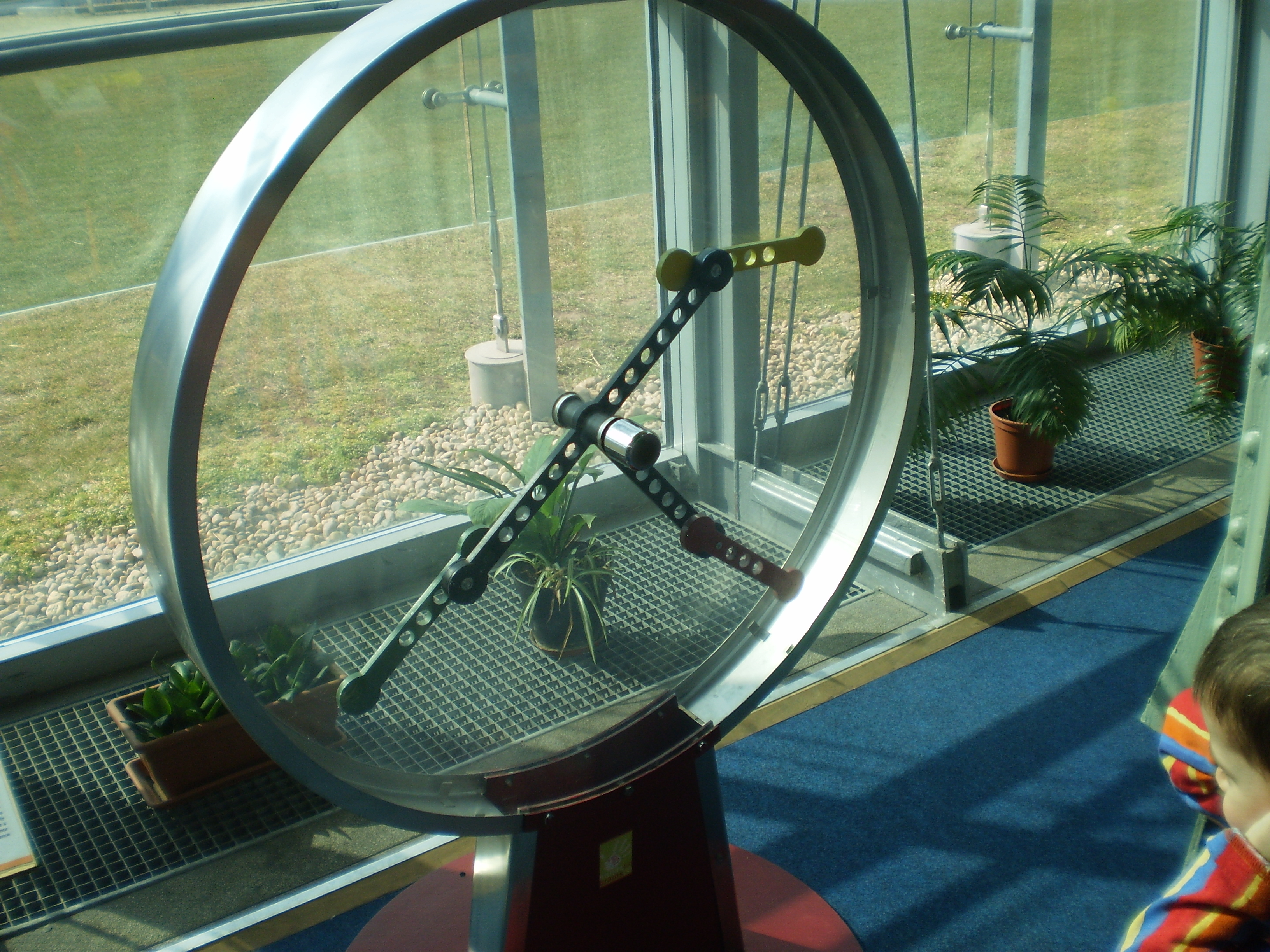
Összetett inga a Csodák palotájában. A gomb segítségével elforgatható inga szabadon hagyva kaotikus mozgást végez

Amikor a vizsgált dinamikai rendszert folytonos egyenletek (rendszerint differenciálegyenletek) írják le, a fázistérben görbék jellemzik a rendszer sorsát. Megtehető, hogy ennek a görbének csak azokat a pontjait jegyezzük fel, amelyek a fázistér egy alterébe esnek, vagy csak bizonyos adott időközönként jegyezzük fel a rendszer fázistérbeli helyzetét, állapotát. Előbbi esetben Poincaré-metszetről beszélünk, utóbbi a stroboszkópikus metszet. Ekkor a folytonos pályák helyett egy pontsorozatot kapunk. A pontsorozat egymást követő pontjai között a dinamikai rendszer teremt kapcsolatot, az egyértelműen megadja, hogy egy adott pontból melyik pontba jut a rendszer legközelebb. Ezt a törvényszerűséget Poincaré-leképezésnek illetve stroboszkópikus leképezésnek nevezzük.
Egy példa Poincaré-leképezésre, ha egy inga sebességét feljegyezzük akkor, amikor a függőleges helyzeten áthalad. Mivel az inga nem kaotikus rendszer, ezért mindig ugyanazt a sebességet fogjuk feljegyezni. Kaotikus rendszer esetében azonban, ha például az inga felfüggesztési pontját periodikusan fel-le mozgatjuk (gerjesztett inga), ez a sebesség mindig más lehet. Elkészíthetjük az inga stroboszkópikus leképezését is, ha például csak az inga periódusidejének megfelelő időközönként jegyezzük fel az inga helyzetét és sebességét. Ezek az adatok is mindig ugyanazok lesznek az egyszerű ingánál, de gerjesztett inga esetén szabálytalannak látszó adatsort fogunk kapni. Megmutatható, hogy a Poincaré- illetve stroboszkópikus leképezések pontosan akkor kaotikusak, ha az eredeti folytonos rendszer is az volt. Emiatt elegendő diszkrét dinamikai rendszerekkel foglalkozni, ha a kaotikus viselkedés általános tulajdonságaira, törvényszerűségeire vagyunk kíváncsiak. A diszkrét dinamikai rendszerek egy alkalmasan választott fázistér pontjaihoz valamilyen rögzített szabály szerint ugyanannak a fázistérnek a pontjait rendelik, vagyis a fázisteret önmagára leképezik. A diszkrét dinamikai rendszerek tehát leképezések.
A kaotikus rendszerek legfontosabb jellemzői a következők:
- szabálytalan mozgás;
- kis kezdeti eltérések gyorsan megnőnek;
- szokatlan, bonyolult, de jól meghatározott fázistérbeli geometria.

Ezeket a jellemzőket számszerűsíteni is lehet, a bonyolult viselkedést a topologikus entrópia, a kezdeti eltérések gyors növekedését a Ljapunov-exponens, a szokatlan geometriát a fraktáldimenzió jellemzi.

A közönséges differenciál-egyenletekkel leírható Lorentz-rendszer egy megoldása

### Topologikus entrópia
A topologikus entrópia ({\displaystyle h}) a rendszerben levő periodikus pályák számáról ad információt. Kaotikus rendszerekben minél hosszabb periodikus pályákat keresünk, annál többet fogunk találni. A periodikus pályák száma exponenciálisan nő a periódus hosszának növekedésével:
{\displaystyle N_{m}\sim e^{hm},}
ahol {\displaystyle N_{m}} jelöli az {\displaystyle m} hosszúságú periodikus pályák számát, és {\displaystyle h} a topologikus entrópia. Nem kaotikus rendszerek esetében a periodikus pályák száma az exponenciálisnál lassabban nő, ekkor {\displaystyle h=0} a topologikus entrópia.
Ha a fázistérben kezdőfeltételek egy halmazáról, mondjuk egy kis vonalszakaszról indítunk pályákat, akkor a vonalszakasz hossza exponenciálisan nőni fog, és ennek a növekedésnek a mértékét is a topologikus entrópia írja le:
{\displaystyle L_{n}\sim e^{hn},}
ahol {\displaystyle L_{n}} a vonalszakasz hossza {\displaystyle n} időlépés után. Tehát a topologikus entrópia azt jellemzi, hogy mennyire "terül szét" a kezdőfeltételek egy halmaza a fázistérben, a mozgás bonyolultságának a mérőszáma. A kaotikus viselkedést a fázistérben a topologikus entrópiával jellemezhető nyújtás, valamint a hajtogatás jellemzi: kezdőfeltételek egy összefüggő halmaza rövid idő alatt szálas szerkezetűvé nyúlik, és bonyolult alakúra gyűrődik.

### Ljapunov-exponens
Kaotikus rendszerekben két tetszőlegesen választott, egymáshoz közeli kezdőhelyzetből indított pálya tipikusan exponenciálisan távolodik egymástól a fázistérben. A távolodás mértékét a lokális Ljapunov-exponens jellemzi:
{\displaystyle \Delta r_{n}=\Delta r_{0}e^{\lambda (r)n},}
ahol {\displaystyle \Delta r_{n}} a két kiválasztott kezdőpontból indított pályák távolsága {\displaystyle n} időlépéssel az indítás után, {\displaystyle \lambda (r)} pedig a lokális Ljapunov-exponens, ami függ attól, hogy honnan választottuk a két kezdőpontot. A lokális Ljapunov-exponensek átlaga a Ljapunov-exponens ({\displaystyle {\overline {\lambda }}}), ami a közeli kezdőpontok tipikus távolodási rátáját írja le. Kaotikus rendszerekben a Ljapunov-exponens pozitív, tehát exponenciális a pályák távolodása. Ha a rendszer nem kaotikus, akkor általában a távolodás exponenciálisnál lassabb, vagyis a Ljapunov-exponens nem pozitív.
Ezen a módon a rendszer leggyorsabb tágulásához tartozó Ljapunov exponens határozható meg. Ha a kezdőpontok úgy helyezkednek el, hogy nincs köztük eltérés a leggyorsabb távolodáshoz tartozó irányban, akkor a megfelelő pályák akár közeledhetnek is. Az ilyen kezdőfeltétel-párok tipikusan a második legnagyobb Ljapunov-exponens által megadott rátával közelednek illetve távolodnak. Ha ezeket az irányokat is kiküszöbölve választunk kezdőfeltételeket, akkor megkapható a harmadik legnagyobb Ljapunov-exponens, és így tovább. Annyi Ljapunov-exponens létezik, ahány változóval leírható a rendszer, vagyis ahány dimenziós a fázistér. A kezdőfeltételekre való érzékenységet a legnagyobb Ljapunov-exponens határozza meg.

### Fraktáldimenzió
Kaotikus disszipatív rendszerekben a mozgás hosszú idő után egy bonyolult geometriájú alakzaton, különös attraktoron zajlik. Kaotikus konzervatív rendszerekben a fázistérben kaotikus tengert találunk, és abban egymás körül hierarchikus rendszerbe foglalt reguláris szigetek vannak. A kaotikus viselkedés tehát bonyolult geometriai struktúrák felbukkanásával jár. Ezt a bonyolult struktúrát a fraktáldimenzióval lehet jellemezni.
Fedjük le a fázistérben keletkező alakzatot azonos méretű "dobozokkal", amelyek oldalainak hossza {\displaystyle \epsilon }. Az alakzat lefedéséhez {\displaystyle N(\epsilon )} darab doboz kell. A lefedéshez szükséges dobozok száma természetesen függ a dobozok méretétől, ennek az összefüggésnek a matematikai alakja
{\displaystyle N(\epsilon )\sim \epsilon ^{-D_{0}},}
ahol {\displaystyle D_{0}} a dimenzió. Hagyományos alakzatoknál a dimenzió a szokásos értéket veszi fel, például egy négyzetre {\displaystyle D_{0}=2} adódik. A kaotikus rendszerekben felbukkanó különös attraktorok esetében azonban az így definiált dimenzió nem egész szám lesz, ami azt fejezi ki, hogy az alakzat például többet lefed a síkból, mint egy egyszerű görbe, de mégsem fed le teljesen egy területet. Az így definiált dimenzió a fraktáldimenzió. Megjegyezzük, hogy ennél bonyolultabb, általánosabb definíció is létezik a fraktálok meghatározására, de a leggyakoribb esetekben az is ugyanazt a dimenziót adja.
Konzervatív rendszerekben az így definiált dimenziók nem mutatnának fraktáltulajdonságot, a reguláris szigetek úgynevezett kövér fraktált alkotnak.

### Természetes eloszlás
A bonyolult mozgás, a kezdőfeltételektől való erős függés és a komplikált geometriai alakzatok együttes jellemzésére szolgál a természetes eloszlás. A természetes eloszlás megadja, hogy a tipikus pályák a fázistér egyes pontjaihoz milyen gyakran kerülnek közel. Ez a gyakoriság nem homogén, általában pontról pontra változik, egyes állapotokat "jobban szeret" a rendszer, másokat kevésbé. Disszipatív rendszerek esetén az eloszlás fraktáltulajdonságokat mutat.

### Általánosított dimenzió
Disszipatív rendszerek esetén megvizsgálható, hogy a természetes eloszlás szerint adott gyakoriságú pontok halmaza milyen fraktáltulajdonságokkal rendelkezik. Ezek alapján minden gyakorisághoz tartozik egy dimenzió, ez az általánosított dimenzió. Például az azonos gyakoriságú pontokból álló halmazok közül a leglátogatottabbnak a fraktáldimenziója az információs dimenzió. Az általánosított dimenziók segítségével definiálhatók általánosított entrópiák is. Ezek közül kitüntetett szerepe van a természetes eloszlás szerint tipikus pályák alapján bevezetett információs entrópiának (vagy Kolmogorov entrópiának).

### Összefüggések a jellemzők között
A kaotikus viselkedést leíró mennyiségek között alapvető összefüggések vannak. Az egyik ilyen összefüggés a Pesin-reláció, amely az információs entrópia (avagy Kolmogorov-entrópia) és a Ljapunov-exponensek között teremt kapcsolatot:
{\displaystyle K=\sum \limits _{i=1}^{m}\lambda _{i},}
ahol {\displaystyle K} az információs entrópia, {\displaystyle m} pedig a pozitív Ljapunov-exponensek száma. Tehát az információs entrópia a pozitív Ljapunov-exponensek összege. Ezt az összefüggést a dinamikai rendszerek egy széles osztályára sikerült bebizonyítani.
A másik ismert eredmény a Kaplan-Yorke-összefüggés:
{\displaystyle D_{1}=p+{\frac {\lambda _{1}+\lambda _{2}+\ldots +\lambda _{p}}{|\lambda _{p+1}|}},}
ahol {\displaystyle p} a legnagyobb egész szám, amire teljesül, hogy {\displaystyle \lambda _{1}+\lambda _{2}+\ldots +\lambda _{p}\geq 0}, és {\displaystyle \lambda _{1},\lambda _{2},\ldots ,\lambda _{n}} jelölik a Ljapunov-exponenseket csökkenő sorrendben.

## Történelem
Magnus Gösta Mittag-Leffler ötlete alapján 1887-ben versenyt írtak ki II. Oszkár svéd király 1889-ben esedékes hatvanadik születésnapja alkalmából egy matematika tárgyú cikk megírására. Karl Weierstrass javaslata alapján a kidolgozandó témát négy addig megoldatlan, jelentős probléma közül kellett kiválasztani, ezek egyike a Naprendszer stabilitásának problémája volt. A verseny díja egy aranyérem és 2500 svéd korona volt, amit a francia matematikus Henri Poincaré nyert el dolgozatával. Ebben a dolgozatban bebizonyította, hogy a háromtest-probléma, vagyis a három kicsiny, egymás gravitációs terében mozgó test leírására szolgáló egyenletrendszer nem integrálható, a három test mozgása nemperiodikus pályákhoz vezethet.
Azonban Poincaré eredménye nagyrészt feledésbe merült, csak Neumann János, George David Birkhoff és Eberhard Frederich Ferdinand Hopf ergodelméleti és statisztikus mechanikai munkáiban élt tovább. Az ergodelmélet a statisztikus mechanika alapfeltevését támasztja alá, nevezetesen, hogy egy egyensúlyi rendszer azonos valószínűséggel tartózkodik minden lehetséges (mikro)állapotában.
A második világháború alatt a rádió és a radar nemlineáris áramköreinek leírására használt differenciálegyenletek vizsgálata során Dame Mary Cartwright és John Edensor Littlewood kaotikus viselkedést találtak. Az 1960-as évek közepére Andrej Nyikolajevics Kolmogorov, Vlagyimir Igorevics Arnold és Jürgen Moser megalkotta a Kolmogorov–Arnold–Moser-tételt (KAM-tételt), amely konzervatív rendszerek esetében mutatja meg a kaotikus viselkedés feltételeit. Lassan világossá vált, hogy az addig uralkodó lineáris modellek nem tudnak megmagyarázni bizonyos bonyolult viselkedésfajtákat még viszonylag egyszerű rendszerek esetében sem.
A 20. század közepétől a számítógépek fejlődése, elterjedése teremtett igazán lehetőséget a kaotikus viselkedés tanulmányozására. Edward Lorenz amerikai meteorológus 1961-ban egy akkoriban újdonságot jelentő számítógép (ez egy Royal-McBee LGP-30 típus volt, ami egy nagyobb íróasztalnyi helyet foglalt el) segítségével vizsgálta három szabadságfokú nemlineáris konvekciómodelljét. Egy alkalommal szeretett volna egy adatsort újra látni, és hogy időt spóroljon meg, egy korábbi szimuláció kimenetét táplálta vissza a számítógépbe. Nagy meglepetésére az adatsor, amit a gép elkezdett számolni, gyorsan eltért a legutóbbi eredményektől. Eleinte a gép hibájára gyanakodott, de mint azt kiderítette, nem a számítógépben volt a hiba. A számítógép az adatokat 6 tizedesjegy pontosan ábrázolta, de Lorenz csak 3 jegy pontossággal írta vissza a gépbe. Ez a kicsi pontatlanság okozta a rendkívül nagy eltérést, és Edward Lorenz 1963-as cikkében bemutatta a nemlineáris rendszerekben tipikusan jelenlevő érzékenységet a kezdőfeltételek kicsiny eltéréseire. Lorenz leszögezte, hogy az időjárás és a légkör viselkedése kaotikus, ami azt jelenti, hogy viselkedésük hosszú távú előrejelzése lehetetlen, aminek a korlátja nem az előrejelzéshez használt számítógépek vagy egyéb eszközök kezdetlegessége, hanem ez maga a rendszer alaptulajdonsága.
Egy előadásának a címe alapján sokszor a pillangóhatás szóval érzékeltetik a jelenséget: Predictability: Does the flap of a butterfly's wings in Brazil set off a tornado in Texas? („Megjósolhatóság: Vajon egy pillangó szárnycsapása Brazíliában okozhat-e tornádót Texasban?”). Habár a kérdésre nem lehet egyértelmű igennel felelni, a pillangóhatás azóta is a káoszelmélet szinonimája maradt.
A különös attraktor kifejezést David Ruelle és Floris Takens használta először 1971-ben. A káosz szót a matematikába Tien Yien Li és James A. Yorke vezette be Period three implies chaos (Hármas periódus káoszt eredményez) című 1975-ös cikkükben. Nem sokkal később, még az 1970-es években, Mitchell Jay Feigenbaum az egyváltozós leképezések során részletesen vizsgálta a kaotikus viselkedés kialakulását, és megmutatta annak univerzális voltát.
Megjegyzés:
„A Japán Tudományos és Műszaki Alapítvány közleménye szerint Yorke a kaotikus rendszerek kutatásában kifejtett munkásságáért, míg Mandelbrot a fraktálok tanulmányozásért kapta a díjat. Noha a Japán Díj a köztudatban kevésbé ismert, mint a média fokozott figyelme mellett kihirdetett és átnyújtott Nobel-díj és Fields-érem, a 412 000 dollár pénzjutalommal járó díj elismertsége a tudományos körökben alig marad el az utóbbiakétól.”
A káoszelmélet és alkalmazásai mind a mai napig fontos kutatási területek.

## Példák egyszerű kaotikus rendszerekre

### Folytonos idejű rendszerek
- Kettős inga
- Lorenz-modell
- Duffing-egyenlet
- Rössler-egyenlet
- Van der Pol-egyenlet
- Dinamikai biliárd
- Lökdösött oszcillátor
- Gerjesztett inga
- Rugós inga
- Mágneses inga
- Lejtőkön pattogó labda
- Csigán lengő test
- Pattogó labda

### Diszkrét idejű rendszerek
- Logisztikus leképezés
- Pék-leképezés
- Bernoulli-leképezés
- Arnold macskája
- Kör-leképezés
- Duffing-leképezés
- Hénon-leképezés
- Lópatkó-leképezés
- Ikeda-leképezés
- Szakaszonként lineáris leképezés
- Standard leképezés
- Kvadratikus leképezés
- Sátor-leképezés

## A káoszelmélet alkalmazásai

### Káosz a Naprendszerben
Henri Poincaré dolgozata óta tudjuk, hogy nem bizonyítható a Naprendszer mozgásának stabilitása. Igen hosszú távon nem jelezhető előre tetszőleges pontossággal a bolygók mozgása. Mérések alapján például a legkülső égitest, a Pluto mozgása pozitív Ljapunov exponenssel jellemezhető. Ennek értéke igen kicsi, azt jelzi, hogy a Pluto mozgása csak kb. húszmillió évre jelezhető előre. Ez a Naprendszer néhány tízmilliárd événél nagyságrendekkel rövidebb. Hasonlóan, a belső bolygók (Merkúr, Vénusz, Föld, Mars) esetében a Ljapunov-exponens becslése alapján az egyes bolygók kezdeti pozíciójában levő 1 km-es eltérés húszmillió év alatt még csak kb. 50 km-re növekedhet, de százmillió év múlva akár 500 millió km is lehet, ami nagyobb a Nap–Föld távolságnál (átlagosan 149,6 millió km).

### Meteorológia
Habár a légkör igen sok szabadságfokú rendszer, bizonyos földrajzi helyeken és bizonyos időpontokban viszonylag kevés összetevőből álló rendszerként viselkedik. Ekkor megvizsgálható, hogy hol különösen érzékeny a rendszer a kezdőfeltételekre, és ezeken a helyeken részletesebb méréseket végezve, például repülőgépes megfigyelések alapján, pontosítható lehet az előrejelzés.

### Folyadékáramlások, sodródás
Áramló közegek mozgása, illetve a bennük sodródó részecskék, szennyeződések viselkedése igen bonyolult lehet. Még ha az áramlás maga nem turbulens is, a benne sodródó részecskék mozgása kaotikus lehet. Az áramlás a benne sodródó részecskéket szálas, fonalas alakzatokba rendezi, ahogy azt könnyen ellenőrizhetjük, ha egy csésze kávéban lassan tejszínt kevergetünk. Az egymáshoz közeli szemcséket az áramlás hatására létrejövő kaotikus keveredés messzire sodorja egymástól, a kezdeti cseppet megnyújtja, miközben bonyolult alakzatokba hajtogatja. Ez a nyújtás és hajtogatás a kaotikus rendszerek sajátja, és a folyadékáramlásokban szabad szemmel is megfigyelhető.

### Gépek rezgése
Műszaki alkatrészek, kerekek, szerszámgépelemek mozgása gyakran mutathat kaotikus viselkedést. Rendszerint a tervezés során a cél az ilyen megjósolhatatlan viselkedés elkerülése, de a rendszert érő különféle nemlineáris hatások, pontatlanságok miatt a viselkedés mégis kaotikussá válhat. Bizonyos mérnöki, műszaki folyamatok során cél lehet, hogy az eszköz mozgását szabályozzuk. A szabályozástechnikában a periodikus jel fenntartása közben a diszkrét mintavételezés és a szabályozó elemek időkésése miatt elkerülhetetlenek a kicsiny kaotikus ingadozások.

### Áramkörök gerjedése
Az áramkörök gerjedése sokszor az áramkört alkotó elemek nemlineáris viselkedésének következménye, amely az áram nemperiodikus ingadozását okozhatja. Egy példa kaotikus jelet létrehozó áramkörre a Chua-áramkör.

### Kémiai, biokémiai folyamatok
Bizonyos kémiai, biokémiai reakciók érdekes mintázatok felbukkanásához vezetnek, például szabályos időközönként ismétlődő színváltozásokhoz, amelyek a paraméterek alkalmas megválasztása mellett kaotikussá válhatnak. Ez lehet az alapja annak is, hogy bizonyos élettani jelenségek is kaotikus viselkedést mutathatnak, például a szív és az agy.

### Szív és agyi tevékenység
A szív elektromos tevékenységét mérő EKG-jelek egészséges emberek esetében nagyjából periodikus mintázatot mutatnak, de ezt a periodikus mintát egy kis mértékű szabálytalan, kaotikus jel is terheli. Más életfunkciók mérhető jeleinek esetében is tapasztalható az átlagérték körüli kis kaotikus ingadozás, ilyenek például az agyi tevékenységet mutató EEG-jelek. Érdekes, hogy bizonyos betegségek esetében ezek a kis kaotikus ingadozások megszűnnek. Az ingadozások hasonlóak a szabályozástechnikában megfigyelt apró kaotikus ingadozásokhoz.

### Populációdinamika
A populációdinamika élőlények egyedszámváltozását vizsgálja egy adott élőhelyen. Általában nemlineáris egyenletek írják le, hogy mekkora lesz a populáció egyedszáma egy későbbi időpontban, és ezek a nemlineáris egyenletek sokszor kaotikus viselkedést mutatnak. Bizonyos rovarpopulációk esetében ezt laboratóriumi kísérletek is alátámasztják. Hasonlóan kaotikus viselkedést mutathat az élőlények versengésének dinamikája, valamint táplálékláncok és hálózatok viselkedése is.

### Véletlenszám-generálás
A kaotikus folyamatok megjósolhatatlanságát kihasználva egy kaotikus jelsorozat tekinthető véletlen sorozatnak is. A kaotikus folyamat globális keveredési tulajdonsága miatt az így előállított véletlen számsor megfelelően homogén eloszlású lehet.

### Titkosítás
Továbbítandó jel titkosítása megoldható úgy is, hogy a jelhez egy kaotikus jelet adunk hozzá. Még ha ismerjük is a kaotikus jelet létrehozó dinamikai rendszert, akkor sem fejthető vissza az eredeti üzenet a kaotikus jelet létrehozó kezdőfeltételek ismeretének hiányában.

### Gazdasági folyamatok modellezése
A gazdasági folyamatok modellezése is igen bonyolult tudományág, igen sok változótól függ a piaci szereplők viselkedése. Léteznek azonban olyan modellek, amelyek viszonylag kevés változóval írják le a gazdasági folyamatokat, és ezek a modellek kaotikus viselkedést mutathatnak. Valós adatsorok (például tőzsdeindexek, árfolyamok) elemzése is arra utal, hogy a gazdasági folyamatok kaotikus tulajdonságokat mutatnak.

### Labdajátékok
A labda pattanására igen kicsiny tényezők is igen nagy hatást gyakorolhatnak. Például a talaj esetleges egyenetlenségei, a labdát ütő vagy rugó játékosok kicsiny hibái jelentős eltéréseket okozhatnak a labda mozgásában. Mondhatjuk, hogy ezek a megjósolhatatlan hatások azok, amik igazán érdekessé és népszerűvé teszik a labdajátékokat. Ismert példa kaotikus rendszerekre a biliárd, ahol a golyók egymáshoz ütközése miatt igen nehéz pontosan kivitelezni a gurítást.

### Tésztagyúrás, turmixgép
A jó tésztagyúrás egyik feltétele, hogy a tésztát alkotó anyagok megfelelően elkeveredjenek a gyúrás során. Ez nagyon hasonlít ahhoz, amit a globális keveredés jelent, a káoszelmélet egyik fő jellemzője. Mondható tehát, hogy a tésztagyúrás kaotikus folyamat. A tésztagyúrás idealizált modelljének tekinthető például a pék-leképezés.
Hasonló a helyzet a turmixgéppel is: fontos szempont a minél hatékonyabb keveredés, vagyis a globális keveredés. Ez is úgy valósulhat meg, ha a részecskék mozgása minél kaotikusabb a turmixgépben.

## Magyar kutatók
- Stépán Gábor
- Szépfalusy Péter
- Tél Tamás
- Vicsek Tamás
- Vermes Miklós (tanár)[3]

### Magyar nyelvű könyvek
- Szépfalusy Péter – Tél Tamás (szerk.): A káosz (Véletlenszerű jelenségek nemlineáris rendszerekben). Akadémiai Kiadó, Bp., 1982. ISBN 963-05-3208-5 .
- Tél Tamás – Gruiz Márton: Kaotikus dinamika, ISBN 963-19-3280-X .
- Fokasz Nikosz: Káosz és nemlineáris dinamika a társadalomtudományokban, Typotex Kiadó 2004. ISBN 978-963-9326-65-1, ISBN 963-9326-65-8

### Angol nyelvű könyvek
- Moon, Francis C.: Chaotic and Fractal Dynamics, ISBN 0-471-54571-6
- Gutzwiller, Martin: Chaos in Classical and Quantum Mechanics, ISBN 0-387-97173-4
- Gollub, J. P. és Baker, G. L.: Chaotic dynamics, ISBN 0-521-47685-2
- Gaspard, P.: Chaos, Scattering and Statistical Mechanics, ISBN 0-521-39511-9
- Alligood, K.T., Sauer, T.D., Yorke, J.A.: Chaos: An Introduction to Dynamical Systems, ISBN 0-387-94677-2
- Ott, E.: Chaos in Dynamical Systems, ISBN 0-521-43799-7
- Tél, T, Gruiz, M.: Chaotic Dynamics: An Introduction Based on Classical Mechanics, ISBN 0-521-83912-2
- Fuller, John: Thor’s Legions. Boston: American Meteorological Society, 1990
- Gleick, James: Chaos: Making a New Science. New York: Viking, 1991
- Lorenz, Ed: The Essence of Chaos. Seattle: University of Washington Press, 1993
- “A Scientist by Choice.” In Proceedings of the Kyoto Prize for 1991. Kyoto, Japan: The Inamori Foundation, 1991
- Parker, Berry: Chaos in the Cosmos'. New York: Plenum Press, 1996
- Florin Diacu, Philip Holmes: Celestial Encounters, 1999, ISBN 9780691005454

### Angol nyelvű ismeretterjesztő művek
- The Beauty of Fractals, H.-O. Peitgen and P.H. Richter
- Chance and Chaos, David Ruelle
- Computers, Pattern, Chaos and Beauty, Clifford A. Pickover
- Fractals, by Hans Lauwerier
- Fractals Everywhere, Michael Barnsley
- Order Out of Chaos, Ilya Prigogine és Isabelle Stengers
- Chaos and Life, Richard J Bird
- Does God Play Dice?, Ian Stewart
- The Science of Fractal Images, Heinz-Otto Peitgen és Dietmar Saupe, Eds.
- Explaining Chaos, Peter Smith
- Complexity, M. Mitchell Waldrop
- Chaos, Fractals and Self-organisation, Arvind Kumar
- Chaotic Evolution and Strange Attractors, David Ruelle

### Magyar nyelvű ismeretterjesztő művek
- James Gleick: Káosz. Egy új tudomány születése; ford. Szegedi Péter, versford. Miszoglád Gábor; Göncöl, Bp., 1999 ISBN 963-9183-47-4
- Florin Diacu–Philip Holmes: Égi találkozások. A káosz és a stabilitás eredete; ford. Csiszár Villő; Akkord, Bp., 2003 (Talentum tudományos könyvtár)
- Ziauddin Sardar–Iwona Abrams: Káoszelmélet másképp; ford. Békési József; Edge 2000, Bp., 2003

### Magyar nyelvű ismeretterjesztő filmek
- A káosz titkos élete (The Secret Life of Chaos, 2010, rendezte: Nic Stacey) brit ismeretterjesztő film Jim Al-Khalili közreműködésével.

## Külső hivatkozások
- Interneten ingyenesen elérhető, átfogó könyv a káoszelméletről (angolul)
- A káosz természetrajza: cikk a Természet Világa c. lapban a káoszról Archiválva 2010. augusztus 15-i dátummal a Wayback Machine-ben
- Káosz Archiválva 2007. október 5-i dátummal a Wayback Machine-ben (Mérő László cikke, Magyar Narancs, 2007. augusztus 16.)
- Magyarított interaktív Flash szimuláció a logisztikus leképezésről Archiválva 2012. október 13-i dátummal a Wayback Machine-ben Szerző: David M. Harrison
- Magyarított interaktív Flash szimuláció a háromtest-kölcsönhatásról Archiválva 2012. október 13-i dátummal a Wayback Machine-ben Szerző: David M. Harrison
- Magyarított interaktív Flash szimuláció a Bunimovich-féle stadionról Archiválva 2012. október 13-i dátummal a Wayback Machine-ben Szerző: David M. Harrison